# كاروتينمية
الكاروتينمية هو حالة طبية حميدة وقابلة للعكس، إذ تؤدي زيادة نسبة الكاروتينات الغذائية إلى تغير لون الطبقة الخارجية من الجلد إلى اللون البرتقالي. يُلاحظ تغير اللون بسهولة لدى الأشخاص ذوي البشرة الفاتحة، وقد يخطأ البعض ويعتقد أن المريض مصاب باليرقان.:540:681 الكاروتينات هي مركبات قابلة للذوبان في الدهون، وتشمل: ألفا وبيتا كاروتين، وبيتا كريبتوكسانثين، وليكوبين، ولوتين، وزياكسانثين. الكاروتينات المصلية الأولية هي البيتا كاروتين، والليكوبين، واللوتين. تختلف مستويات الكاروتين في الدم لدى الأفراد الأصحاء باختلاف المنطقة والعرق والجنس. تُمتَص هذه المركبات عن طريق الانتشار السلبي من القناة الهضمية، ثم تُستقلَب جزئيًا في الغشاء المخاطي المعوي والكبد إلى فيتامين أ، لتُنقَل بعدها في البلازما إلى الأنسجة المحيطية. يتخلص الجسم من الكاروتينات عن طريق إفرازات العرق والزهم والبول والجهاز الهضمي. يساهم الكاروتين في ظهور لون البشرة الطبيعي لدى الإنسان، وهي عنصر مهم في الحماية الفسيولوجية من الأشعة فوق البنفسجية.
تتطوّر الكاروتينمية بشكل شائع لدى النباتيين، والأطفال الصغار ذوي البشرة الفاتحة. يمكن التعرف على الكاروتينمية بسهولة أكبر لدى الأشخاص ذوي البشرة الفاتحة، وتتظاهر الكاروتينمية بشكل رئيسي على شكل اصطباغ باللون البرتقالي على راحة اليد وأخمص القدمين لدى الأشخاص ذوي البشرة الداكنة. لا تسبّب الكاروتنمية تغير انتقائي في لون طبقة الملتحمة فوق الصلبة (الصلبة أو بياض العين) إلى اللون البرتقالي، ما يميزها عادة عن اصفرار الجلد والملتحمة الناجم عن الصبغات الصفراوية في حالات اليرقان.
يلجأ الأطباء أحيانًا إلى تحريض حالة كاروتينمية عمدًا لدى بعض المرضى، لعلاج بعض أمراض التهاب الجلد الحساسة للضوء مثل البروتوبورفيرية المكونة للكريات الحمر، إذ يوصَف البيتا كاروتين بكميات تؤدي إلى اصطباغ الجلد. بحسب الدراسات تعتبر هذه الجرعات العالية من بيتا كاروتين غير ضارة، على الرغم من عدم رضا البعض من الناحية التجميلية. ولكن وضع تحليل تلوي حديث فعالية هذه العلاجات موضع الشك والسؤال.
يحدث تلون الجلد بالكاروتين عمدًا عن طريق العلاج ببيتا كاروتينويد في بعض أمراض التهاب الجلد الحساسة للضوء مثل البروتوبرفيريا المكونة للحمر، إذ تُعطى البيتا كاروتينات بكميات تؤدي إلى تلون الجلد. لوحظ أن إعطاء جرعات عالية من البيتا كاروتينات غير ضار بحسب بعض الدراسات، على الرغم من عدم رضا البعض من الناحية التجميلية. ومع ذلك، شكك تحليل تلوي حديث لهذه العلاجات في فعالية العلاج.

## الأسباب
تتشارك ثلاث آليات رئيسية في فرط كاروتين الدم: الإفراط في تناول الكاروتين في النظام الغذائي، وزيادة شحوم الدم، وانخفاض الاستقلاب الغذائي. السبب الأكثر شيوعًا للإصابة بفرط كاروتين الدم (وبالتالي الكاروتينمية) هو زيادة تناول الكاروتين إما من خلال زيادة الواد الغذائي، أو المتممات الغذائية. يستغرق التغيير ما يقرب من 4 إلى 7 أسابيع ليسبب ظهور الأعراض السريرية. تعتبر العديد من المواد الغذائية غنية بالكاروتين. وتسبب زيادة نسبة شحوم الدم أيضًا فرط كاروتين الدم، بسبب زيادة البروتينات الشحمية المنتشرة التي تحتوي على الكاروتين. تكون عملية الاستقلاب وتحويل الكاوتين إلى ريتينول بطيئة في حالات مرضية معينة، ما قد يؤدي إلى تقليل تصفية الكاروتين وزيادة مستوياته البلازمية. لا يؤدي ارتفاع بيتا كاروتين الدم بالضرورة إلى الإصابة بالكاروتينمية، ولكن من المحتمل أن تظهر عندما يتجاوز الواد الغذائي من الكاروتين 20 ملغ/يوم. يبلغ متوسط الوارد الغذائي من الكاروتين لدى البالغين في الولايات المتحدة حوالي 2.3 ملغ/يوم، إذ تحتوي الجزرة الواحدة متوسطة الحجم على حوالي 4.0 ملغ.
يمكن تقسيم تلون الجلد بالكاروتين إلى نوعين رئيسيين: أولي، وثانوي. ينتج تلون الجلد بالكاروتين الأولي عن زيادة تناول الكاروتين عن طريق الفم، في حين ينتج الثانوي عن حالات مرضية تزيد من نسبة الكاروتين في الدم، على الرغم من وجود وارد غذائي طبيعي. يمكن أن يوجد النوعين الأولي والثانوي لدى نفس المريض.
تشمل الأطعمة المرتبطة بمستويات عالية من الكاروتينات ما يلي:
| - البرسيم - التفاح - المشمش - نبات الهليون - الفاصولياء - البنجر الأخضر - البروكلي - كرنب بروكسل - السمنة - الملفوف - الشمام - الجزر - الجبنة | - الكرنب الأخضر - الخيار - البيض - التين - الكرنب الأجعد - الكيوي - الخس - المانجو - الخردل - البرتقال - زيت النخيل (غير المكرر) - ببايا | - البقدونس - الخوخ - الأناناس - برقوق - اليقطين - الأعشاب البحرية - السبانخ - القرع - البطاطا الحلوة - الطماطم - اليام - الذرة الصفراء - زيت النخيل الأحمر |

## الفيزيولوجيا
تترسب الكاروتينات في الدهون بين الخلايا في الطبقة المتقرنة، ويكون تغير اللون أكثر وضوحًا في مناطق زيادة التعرق وزيادة سماكة هذه الطبقة. يشمل ذلك راحة اليد، وباطن القدمين، والركبتين، والطيات الأنفية الشفوية، وقد يكون تغير اللون معممًا. العامل الأساسي الذي يميز تلون الجلد بالكاروتين عن اليرقان هو عدم تلوّن الصلبة في الكاروتينمية، والذي يحدث في اليرقان إذا كان البيليروبين في مستوى يسبب ظهوره. على عكس اليرقان، لوحظ أنه يمكن ملاحظة الكاروتينمية بشكل أفضل تحت الضوء الاصطناعي. وتجدر الإشارة إلى أن اللايكوبينيمية (وجود اللايكوبين في الدم) يرتبط بشكل خاص بتغير لون الحنك الرخو وترسبه في برانشيمة الكبد.